# Serrat de Can Saiol
La Serrat de Can Saiol és una serra situada al municipis de Borredà a la comarca del Berguedà i el de Les Llosses a la comarca del Ripollès, amb una elevació màxima de 1.293 metres.